# The White Sister (film 1915)
The White Sister è un film del 1915 di Fred E. Wright tratto dall'omonimo romanzo scritto da Francis Marion Crawford nel 1909.

## Trama
Angela Chiaromonte, una giovane aristocratica, credendo che il fidanzato sia morto nella grande guerra decide di entrare in convento. Quando lui invece ritorna lei sceglierà di restare suora.

## Distribuzione
Distribuito dalla V-L-S-E, il film uscì nelle sale cinematografiche statunitensi il 21 Giugno 1915.

## Remake
- The White Sister film muto di Henry King (1923)
- La suora bianca (The White Sister) di Victor Fleming (1933) con Clark Gable
- La suora bianca (La hermana blanca) di Tito Davison (1960)